# ديفيد نيفيل
ديفيد نيفيل هو لاعب هوكي الجليد كندي، ولد في 5 سبتمبر 1908 في هاميلتون في كندا، وتوفي في 14 أكتوبر 1991.

## وصلات خارجية
- ديفيد نيفيل على موقع EliteProspects.com (الإنجليزية)
- ديفيد نيفيل على موقع HockeyDB.com (الإنجليزية)
- ديفيد نيفيل على موقع أوليمبيديا (الإنجليزية)